# František Zvarík
Frantisek Zvarik (Ruttka, 1921. július 17. – Pozsony, 2008. augusztus 17. ) szlovák színész, opera- és népdalénekes. Eva Krížiková (1934–2020) színésznő férje. Diplomát Pozsonyban szerzett zene- és drámatagozaton, majd színházban játszott, miközben továbbra is tanulmányait végezte 1939-ben.

## Tagságai
- 1945-1956 között az operatársulat tagja
- 1956-1997 között a Drámai Színház tagja

## Elismerések
- 1992: Ruttka díszpolgára
- 2001? Rudolf Schuster állami kitüntetést adományozott neki

## Filmjei
- 1947: Varúj...! (pán na zábave)
- 1947: Tři kamarádi (ing. Štěpán Donel)
- 1948: Čertova stena (Ivan Trnovský)
- 1953: Rodná zem (Ferko)
- 1957: Jurášek (Kretschmer)
- 1957: Posledná bosorka
- 1965: Üzlet a korzón (Kolkocký)
- 1965: Smrť prichádza v daždi (Pätoprstý)
- 1967: Vreckári (Zollner)
- 1968: Kulhavý ďábel (Rudolf)
- 1968: Niet inej cesty (Nosák–Nezabudov)
- 1969: 322 (čašník)
- 1970: Pán si neželal nič (pán v stredných rokoch)
- 1973: Skrytý prameň (Galba)
- 1974: Veľká noc a veľký deň (Dietbert)
- 1975: Stretnutie (Kornel starší)
- 1976: Červené víno (statkár)
- 1977: Súkromná vojna (Agricola)
- 1978: Poéma o svedomí (Lucký)
- 1985: Kára plná bolesti (kňaz Senko)
- 2002: Kruté radosti